# داوود ملکی
داوود علی ملکی (۵ دی ۱۳۳۱) وزنه‌بردار بازنشستهٔ اهل ایران است.
او در مسابقات قهرمانی وزنه‌برداری جهان ۱۹۷۴ مقام چهارم، و در بازی‌های المپیک تابستانی ۱۹۷۶ مقام ششم را کسب کرد.